# John Kenyon (filantrop)
John Kenyon, född 1784, död 1856, var en engelsk filantrop och författare.
Kenyon författade Rhymed plea for tolerance (1833), Poems (1838) och A day at Tivoli (1849), men är mer bekant genom sin varma och uppoffrande vänskap med Robert och Elizabeth Browning, Charles Lamb, Robert Southey med flera och den välgörenhet han utvecklade. Från det klassiska Weimar, som han besökte, lämnade han intressanta personliga minnesbilder. 